# Ringfurth
Ringfurth ist eine Ortschaft und ein Ortsteil der Stadt Tangerhütte im Süden des Landkreises Stendal in Sachsen-Anhalt.

## Geographie

### Lage
Ringfurth, ein Straßendorf mit Kirche, liegt neun Kilometer südöstlich von Tangerhütte und südlich der Städte Tangermünde und Stendal an einem Gleithang am linken Ufer der Elbe, die hier einen S-förmigen Bogen beschreibt. Durch das Dorf führt der Elberadweg. Das waldreiche Gebiet zwischen Elbe und Tanger ist überwiegend flach, fällt aber zum Elbtal um bis zu 20 Meter ab. Die Elbe bildet die Grenze zum Landkreis Jerichower Land.
Nachbarorte sind Cobbel im Westen, Polte im Nordosten, Sandfurth im Süden und Uetz im Südwesten.

### Natur
Zwischen Sandfurth und Kehnert wurden in der DDR-Zeit wegen der flachen, sandigen Uferbereiche zahlreiche militärische Übungen und Manöver durchgeführt (Unterwasserfahrten der Panzer, Durchquerungen mit Schützenpanzerwagen, Brückenbau durch Pioniereinheiten). Die Natur hat sich seitdem regeneriert und es lassen sich Fischreiher, Graukraniche, Schwarz- und Weißstörche beobachten.

### Ortschaftsgliederung
Zur Ortschaft Ringfurth gehören neben dem Ortsteil Ringfurth die Ortsteile Polte und Sandfurth.

## Geschichte

### Mittelalter bis Neuzeit
Die erste Erwähnung von Ringfurth stammt vom 2. Juli 959, als Rinchurst oder Rinkchurst im „Liber Privilegiorum S. Mauritii Magdeburgensis“. Am 4. Juni 973 wurde der gleiche Ort in einer Urkunde von Otto II., Kaiser des Heiligen Römischen Reichs erwähnt. Darin bestätigt er die von seinem Vater und Vorgänger Otto I. vorgenommene Schenkung von Rinchurst an das Mauritiuskloster Magdeburg (Vorläufer des Magdeburger Doms). Die Zuordnung von Ringfurth zu den Urkunden stammt aus dem Jahre 1855 vom Historiker Leopold von Ledebur. Die Historikerin Gudrun Walinda schloss sich ihm im Jahre 1996 an. Das jeweils mit genannte Bukstadin und Buochstadon wird von Ledebur als ein Ort nördlich der Ohre gedeutet, andere sehen darin das heutige Buxtehude.
Eine lange Tradition hatte die Elbschifferei, in der ersten Hälfte des 20. Jahrhunderts lebten fast alle Sandfurther Familien von diesem Wirtschaftszweig.
Polte, nordöstlich von Ringfurth gelegen, entstand aus einem Vorwerk des Ritterguts in Bittkau.
Im Rahmen der Dorferneuerung wurde in den letzten Jahren die Straßenbeleuchtung erneuert, Gehwege teilweise ausgebaut sowie in Eigeninitiative die Feuerwehrhäuser der Freiwilligen Feuerwehren Ringfurth und Sandfurth saniert.

### Archäologie
Auf dem Pfarracker in Ringfurth liegt eine mittelslawische Siedlung auf der Nordseite eines Hohlweges zur Elbe. Der Flurname zur Zeit der Ausgrabung lautete „Worthe“. Oberflächenfunde auf der Südseite des Hohlweges an der Elbe lassen hier einen größeren mittelslawischen Komplex erwarten.

### Eingemeindungen
Ringfurth gehörte früher zum dritten Distrikt im Magdeburgischen Holzkreis im Norden des Herzogtums Magdeburg. 1816 kam es zum Kreis Wolmirstedt in der preußischen Provinz Sachsen.
Am 30. September 1928 wurde der Gutsbezirk Ringfurth mit der Landgemeinde Ringfurth vereinigt.
Am 25. Juli 1952 kam die Gemeinde Ringfurth im Rahmen einer Verwaltungsreform zum Kreis Tangerhütte. Nach dessen Auflösung gehörte sie ab 1. Januar 1988 zum Kreis Stendal und schließlich ab 1. Juli 1994 zum Landkreis Stendal.
In einem Gebietsänderungsvertrag zwischen der Stadt Tangerhütte und allen Mitgliedsgemeinden der Verwaltungsgemeinschaft Tangerhütte-Land wurde deren Eingemeindung nach Tangerhütte geregelt. Dem Vertrag stimmte der Gemeinderat Ringfurth am 12. Mai 2010 zu. Er wurde vom Landkreis als unterer Kommunalaufsichtsbehörde genehmigt und die Eingemeindung trat am 31. Mai 2010 in Kraft.

### Einwohnerentwicklung

#### Dorf und Gut
| Jahr           | 1772 | 1782 | 1820 | 1842 | 1867 | 1871 | 1885 | 1895 | 1905 | 1910 |
| Dorf Ringfurth | 105  | 127  | 99   | 200  | 161  | 156  | 133  | 125  | 097  | 166  |
| Gut Ringfurth  |      |      |      |      | 067  | 072  | 027  | 042  | 116  | 056  |

#### Gemeinde
| Jahr | Einwohner |
| ---- | --------- |
| 1925 | 253       |
| 1933 | 273       |
| 1939 | 243       |
| 1946 | 356       |
| 1964 | [00]472   |
| 1971 | [00]432   |
| 1981 | [00]367   |
| 1985 | [00]355   |
| 1990 | [00]328   |
| 1995 | [00]304   |
| 2000 | [00]304   |
| 2002 | [00]322   |
| 2004 | [00]314   |
| 2006 | [00]325   |
| 2008 | [00]314   |
| 2009 | [00]304   |

Quelle, wenn nicht angegeben: 1867 bis 1946 Unterlagen der Volkszählung

#### Ortsteil
| Jahr | Einwohner |
| ---- | --------- |
| 2013 | [00]150   |
| 2014 | [00]145   |
| 2018 | [00]135   |
| 2019 | [00]141   |
| 2020 | [00]142   |
| 2021 | [00]138   |
| 2022 | [0]128    |
| 2023 | [0]124    |

## Religion

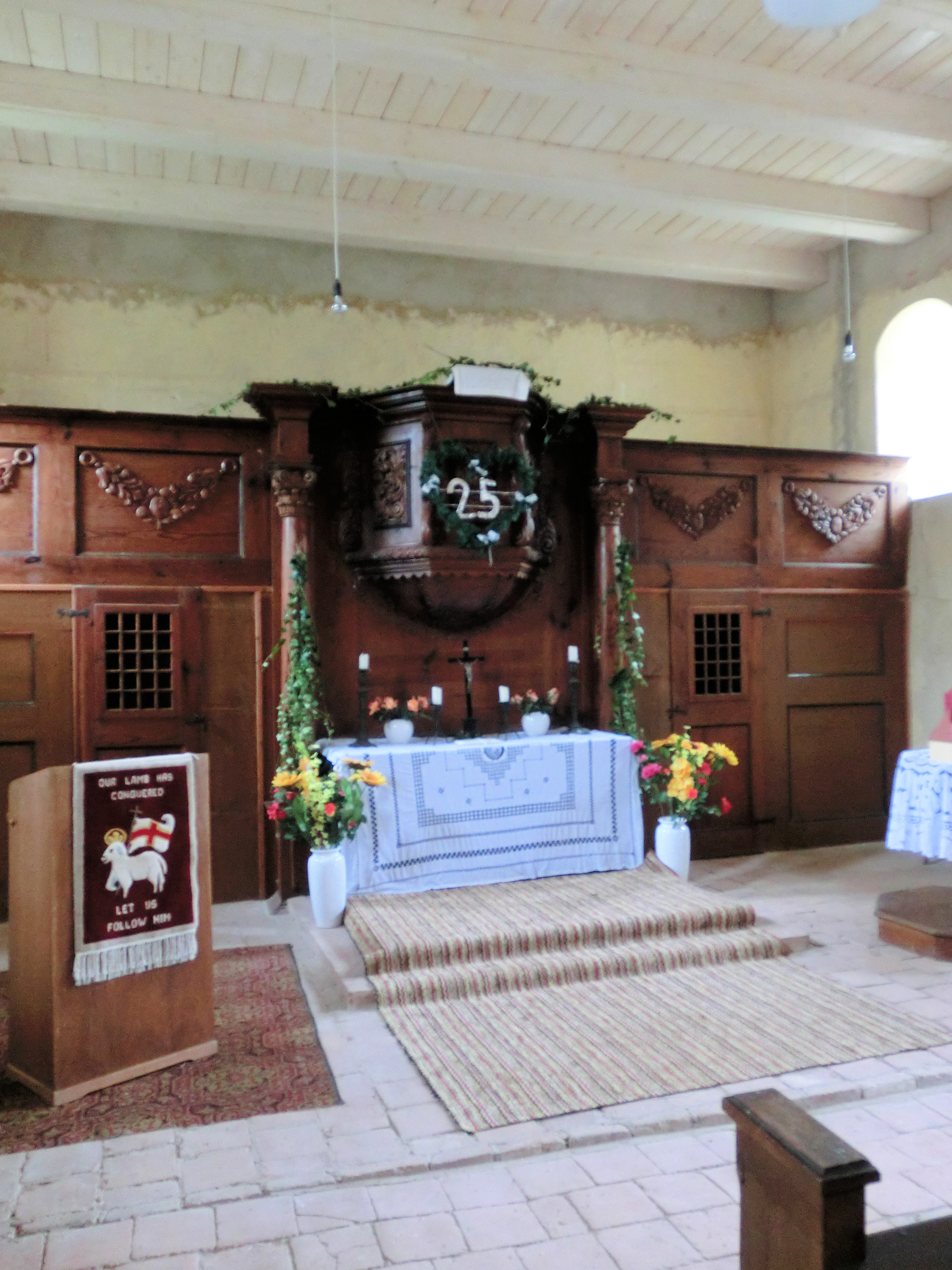
Kanzelwand in der Dorfkirche

- Die evangelische Kirchengemeinde Ringfurth gehörte früher zur Pfarrei Bertingen bei Mahlwinkel.[19] Sie wird heute betreut vom Pfarrbereich Tangerhütte im Kirchenkreis Stendal im Bischofssprengel Magdeburg der Evangelischen Kirche in Mitteldeutschland.[20] Die ältesten überlieferten Kirchenbücher für Ringfurth stammen aus dem Jahre 1815, frühere Einträge sind bei Bertingen zu finden.[21]
- Die katholischen Christen gehören zur Pfarrei St. Anna in Stendal im Dekanat Stendal im Bistum Magdeburg.[22]

## Politik

### Ortsbürgermeister
Carsten Falk ist seit Juli 2024 Ortsbürgermeister der Ortschaft Ringfurth. Er folgt auf Hans-Peter Gürnth.

### Ortschaftsrat
Die Ortschaftsratswahl am 9. Juni 2024 lieferte folgende Sitzverteilung (in Klammern die Ergebnisse von 2019):
- 4 Sitze „Freie Wählergemeinschaft Ringfurth“ (4 Sitze)
- 1 Sitz AfD

Gewählt wurden eine Frau und 4 Männer. Von 218 Wahlberechtigten hatten 148 ihre Stimme abgegeben, die Wahlbeteiligung betrug damit 67,89 Prozent.

### Wappen

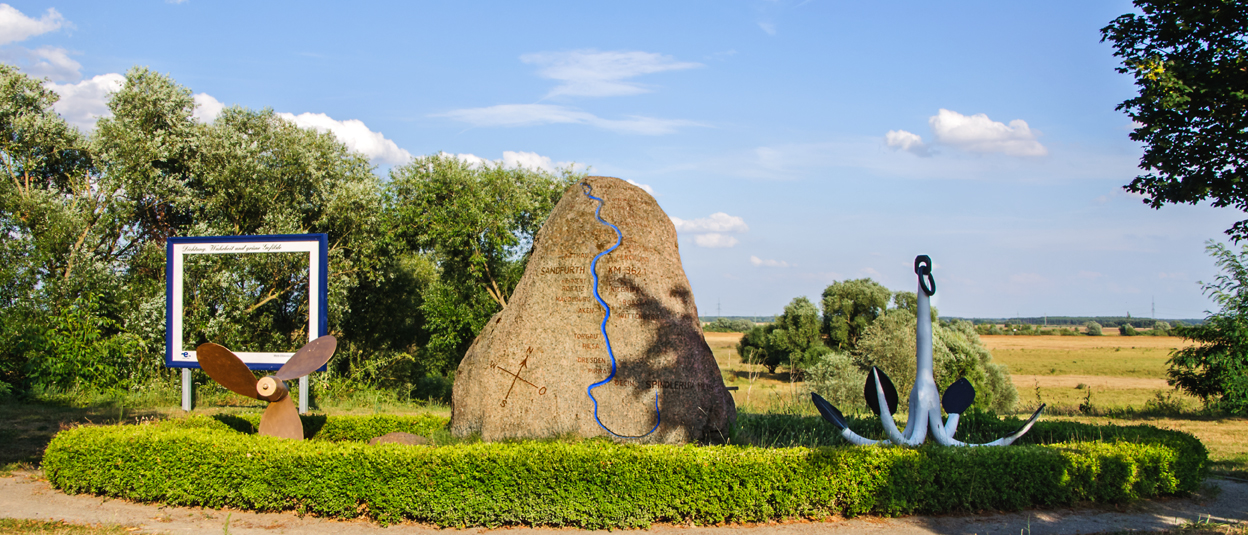
Schifferdenkmal in Sandfurth

Das Wappen wurde am 21. Mai 2010 durch den Landkreis genehmigt.
Blasonierung: „In Blau ein schlangenlinienförmig gebogener silberner Pfahl, begleitet in der Biegung oben links von drei goldenen Ähren und in der Biegung unten rechts von einem goldenen Anker.“
Die Farben des Ortsteils sind – abgeleitet vom Hauptwappenmotiv (Pfahl) und der Schildfarbe – Silber (Weiß) und Blau.
Das Wappen wurde vom Magdeburger Heraldiker Jörg Mantzsch gestaltet. Es verweist auf den Flusslauf der Elbe im Einzugsgebiet, auf die von vielen Einwohnern einst betriebene Binnenschifffahrt (im Ortsteil Sandfurth steht ein Denkmal zu Ehren der Binnenschiffer) und auf die Landwirtschaft.

### Flagge
Die Ortsteilflagge ist blau - weiß - blau (1:4:1) gestreift (Querformat: Streifen waagerecht verlaufend, Längsformat: Streifen senkrecht verlaufend) und mittig mit dem Gemeindewappen belegt.

## Kultur und Sehenswürdigkeiten

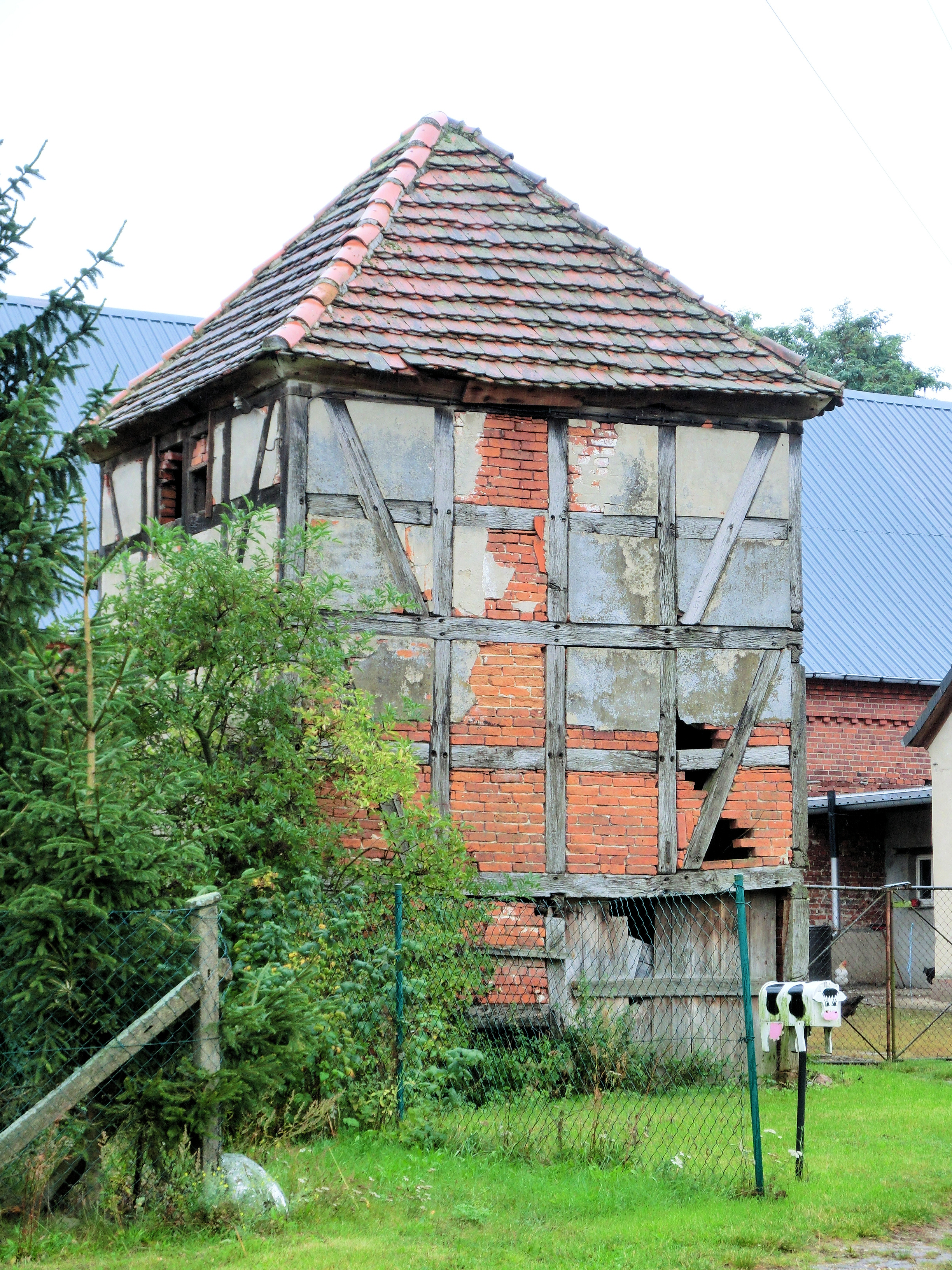
Taubenturm auf dem Gutsgelände

- Die evangelische Dorfkirche Ringfurth, ein rechteckiger verputzter Feldsteinbau mit einem Fachwerkturm, stammt aus dem 16. Jahrhundert.[28]
- Taubenturm in Ringfurth, ältestes Gebäude der Gemeinde, im Bereich des Gutshauses
- ehemaliges Gutshaus Polte mit Park
- Schifferdenkmal in Sandfurth mit Gedenktafel und Elbekarte

## Wirtschaft und Infrastruktur

### Unternehmen
Neben kleinen Handwerksbetrieben spielt in Ringfurth die Landwirtschaft – besonders Tierzucht und Milchviehhaltung – eine große Rolle.

### Verkehr
Ringfurth liegt an der Elbuferstraße (Tangermünde–Kehnert). Des Weiteren besteht eine Straßenverbindung nach Tangerhütte. Es verkehren Linienbusse und Rufbusse der Regionalverkehrsbetriebe Westsachsen (RVW) unter dem Markennamen stendalbus. Im neun Kilometer entfernten Mahlwinkel bestehen Bahnanschlüsse nach Magdeburg und Stendal.